# Sailor's Luck
Pour plus de détails, voir Fiche technique et Distribution.
Sailor's Luck est un film américain réalisé par Raoul Walsh, sorti en 1933.

## Synopsis
Lorsque son navire arrive au port de San Pedro, Jimmy Harrigan téléphone à Minnie Broadhurst, la petite amie de ses copains, mais c'est Sally Brent qui répond, et qui raccroche dès qu'elle apprend qu'elle parle à un marin. Ils se rencontrent finalement et finissent par s'apprécier, mais alors que son navire repart pour San Francisco, il n'a pas le temps de la prévenir.

## Fiche technique
- Titre original : Sailor's Luck
- Réalisation : Raoul Walsh
- Scénario : Marguerite Roberts, Charlotte Miller
- Direction artistique : Joseph C. Wright
- Costumes : William Lambert
- Photographie : Arthur C. Miller
- Son : George Leverett
- Montage : Jack Murray
- Société de production : Fox Film Corporation
- Société de distribution : Fox Film Corporation
- Pays de production :  États-Unis
- Langue originale : anglais
- Format : noir et blanc — 35 mm — 1,37:1 — son Mono (Western Electric System)
- Genre : Comédie
- Durée : 78 minutes
- Date de sortie :
  - États-Unis : 17 mars 1933

## Distribution
- James Dunn : Jimmy Fenimore Harrigan
- Sally Eilers : Sally Brent
- Victor Jory : Baron Portola
- Sammy Cohen : Barnacle Benny Cohen
- Frank Moran : Bilge Moran
- Esther Muir : Minnie Broadhurst
- Will Stanton : J. Felix Hemingway
- Armand Wright : Angelo
- Jerry Mandy : Rico
- Lucien Littlefield : Elmer Brown
- Buster Phelps : Elmer Brown Jr.

## Chanson du film
"A Sailor's Luck" : musique de Val Burton et Will Jason (en), paroles de Ben Ryan (en).